# The D'oh-cial Network
The D'oh-cial Network —titulado La red social en Hispanoamérica y La red jo-cial en España— es el undécimo episodio de la vigesimotercera temporada de la serie de animación Los Simpson, emitido originalmente por la cadena Fox en los Estados Unidos el 15 de enero de 2012. En el episodio, Lisa está triste porque no tiene amigos verdaderos. Ella descubre que es más fácil hacer amigos en Internet y por lo tanto crea una red social llamada SpringFace. Llega a ser muy popular en Springfield y Lisa consigue muchos amigos en línea. Sin embargo, la ignoran todavía en la vida real, y el sitio web comienza a causar problemas en la ciudad cuando la gente lo utiliza mientras conduce y provoca accidentes. Lisa es llevada a juicio y el tribunal le ordena cerrar SpringFace.
El episodio es una sátira de la red social Facebook y parodia la película The social network (2010), que cuenta la historia de cómo se creó Facebook. Los gemelos Winklevoss, que demandaron al fundador de la red, Mark Zuckerberg, por robar su idea, aparecen en el episodio. El actor Armie Hammer había interpretado a los gemelos en The social network y The D'oh-cial Network. Este episodio también cuenta con una aparición del representador David Letterman como a sí mismo, apareciendo en la secuencia de apertura de Los Simpson. Desde su emisión, The D'oh-cial Network recibió reseñas generalmente variadas de los especialistas de la televisión, con críticas dirigidas a su sátira. Alrededor de 11,48 millones de espectadores estadounidenses vieron el episodio durante su transmisión original.

## Sinopsis
El episodio inicia en una sala donde Lisa está en juicio. El abogado del Sr. Burns la acusa de traer devastación a Springfield debido a su deseo egoísta de ser aceptada por otros. Lisa comienza a contar a todos en la sala sobre su lado de la historia. Hace unos meses ella y su familia fueron al nuevo centro comercial en la ciudad. Allí, se encontró con sus compañeras de escuela Sherri y Terri y les preguntó si podría pasar algún tiempo con ellas en el centro comercial. Las gemelas le dicen que no, lo que le hizo darse cuenta de que no tiene verdaderos amigos. Después, Lisa va en la computadora de Homer y descubre que es más fácil hacer amigos en línea que en la vida real, y así inició una red social llamada SpringFace para conseguir amigos. El sitio se hizo inmediatamente popular entre todos los ciudadanos de Springfield y Lisa consiguió mil amigos en un corto lapso de tiempo. Sin embargo, pronto notó que estos amigos solo hablaban con ella en SpringFace y no en la vida real. También descubrió que el sitio web creció demasiado para controlar, con gente convirtiéndose en adicta a él que lo utilizan incluso conduciendo sus vehículos. Esto causó el caos en la ciudad después de numerosos accidentes automovilísticos y muertes.
En la actualidad, la corte ordena cerrar SpringFace y Lisa se compromete a ello. La gente de Springfield desecha sus teléfonos inteligentes y ordenadores poco después de que el sitio web se cierra. Cuando Lisa mira fuera de su ventana, ve a Sherri y Terri y un montón de sus amigos jugando Marco Polo, y la invitan a que se una a ellos. Patty y Selma se ven compitiendo en una carrera de remo contra los gemelos Winklevoss en los Juegos Olímpicos de Londres 2012, con Patty y Selma ganando. Esto es seguido por un corto titulado «Una historia de los Simpson "demasiado corta"», animado en el estilo oscuro y sombrío del artista estadounidense Edward Gorey. Cuenta la historia de cómo Bart era un alborotador desde el día que nació y se muestra a él y Milhouse envolviendo la Escuela Primaria de Springfield en papel higiénico.

## Producción
The D'oh-cial Network fue escrito por J. Stewart Burns y dirigido por Chris Clements como parte de la vigesimotercera temporada de Los Simpson (2011–2012). Fue el segundo episodio escrito por Burns esa temporada, siendo el primero Holidays of Future Passed. De acuerdo con Hayden Childs de The A.V. Club, el episodio satiriza el fenómeno de la red social Facebook. Comentó que «el sentido de la sátira puede resumirse con el viejo grito de los padres a sus hijos de "deja esa maldita cosa y sal a la calle ya"». Childs agregó que el episodio señala «la más descarada de las muchas fallas de Facebook — es decir, su capacidad hipnótica para distraer a la gente en una bruma semi-narcisista [...]».
The D'oh-cial Network también parodia la película dramática The social network (2010), que retrata la fundación de Facebook por Mark Zuckerberg y la subsiguiente demanda por los remeros estadounidenses Cameron y Tyler Winklevoss que afirmaron que Zuckerberg les robó la idea. The social network, como el episodio, cuenta con una escena en la que se ven los gemelos Winklevoss remando. En julio de 2011, se anunció en Entertainment Weekly que el actor estadounidense Armie Hammer haría una aparición en The D'oh-cial Network, interpretando a los gemelos Winklevoss. Hammer había logrado previamente ese papel en The social network. Según el productor ejecutivo de Los Simpson, Al Jean, el personal de la serie decidió no pedirles a los gemelos Winklevoss ser estrellas invitadas en el episodio interpretándose a sí mismos porque «estábamos [el personal] como, "espera, [Hammer] interpretémosles, eso es lo que la gente piensa que son, simplemente debemos captarlo"». Hammer se reunió con los productores de la serie en mayo de 2011 para grabar sus líneas.
El anfitrión estadounidense David Letterman también fue la estrella invitada en The D'oh-cial Network, en el cual apareció como sí mismo en el gag del sofá en la secuencia de apertura de Los Simpson al principio del episodio. En el gag del sofá se ve a la familia Simpson al llegar a Nueva York con la melodía de «Rhapsody in Blue» para ser invitados en Late Show with David Letterman. El editor de música de Los Simpson Chris Ledesma escribió en su blog que originalmente hubo una discusión entre el personal del programa sobre cómo la secuencia se cinematografió. Según Ledesma, «Jean quería algo de ajetreo y bullicio que representase a la ciudad de Nueva York. Pensamos inmediatamente dirigirnos a la música de George Gershwin. Woody Allen había usado "Rhapsody in Blue" con gran significado en Manhattan y probablemente unido en las mentes de las personas de las imágenes de Nueva York en blanco y negro con las melodías de esa pieza». Ledesma escribió que adquirir la licencia para usar la pieza musical era caro, pero Jean pensó «que sería la pieza perfecta para usarla en el gag del sofá». La banda de dark cabaret The Tiger Lillies realizó su versión del tema de Los Simpson durante los créditos finales del episodio. El creador de la serie, Matt Groening, un admirador de la banda, fue responsable de reclutar a los miembros al programa.

## Recepción

### Audiencia
El episodio salió al aire originalmente por la cadena Fox en los Estados Unidos el 15 de enero de 2012. Fue visto por aproximadamente 11,48 millones de espectadores estadounidenses, y recibió una cuota de pantalla del 5,4 en la franja demográfica de 18 a 49 años, y un trece por ciento de participación. Esto fue un gran aumento desde el episodio anterior Politically Inept, with Homer Simpson, que recibió una calificación del 2,3. Sin embargo, The D'oh-cial Network fue precedido por el desempate de la Liga Nacional de Fútbol que ayudó a mejorar su audiencia. El episodio se convirtió en la emisión de mayor audiencia en el grupo de Fox Animation Domination esa noche en términos tanto de televidentes y en el grupo demográfico de 18 a 49, pues tuvo más audiencia que los nuevos episodios de Padre de familia y Napoleon Dynamite. Para la semana del 9 al 15 de enero de 2012, The D'oh-cial Network se situó en el tercer puesto en las transmisiones con mayor audiencia del horario central en el grupo demográfico de 18 a 49, siendo solo superado por dos partidos de fútbol. Esto significó que Los Simpson fue el mejor programa escrito entre la demográfica de 18 a 49 esa semana.

### Crítica
The D'oh-cial Network recibió reseñas generalmente variadas de los críticos de la televisión. El crítico Sam Wollaston de The Guardian lo llamó «agradable», y argumentó que mientras «Los Simpson quizás no entrega tan a menudo como antes», este episodio demuestra que «todavía puede, después de todo este tiempo». Pat Stacey de Evening Herald escribió que ha «pasado tiempo desde que Los Simpson daban una actuación del nivel de medalla de oro, pero al menos hubo agradables destellos de plata [en este episodio]». Agregó que le «gustaba el momento en que Hans Moleman es atropellado por el coche de Homer y martilla frenéticamente el botón "No me gusta" cuando navega por el aire». Hayden Childs de The A.V. Club le dio una calificación de «B-» y pensó que el episodio tuvo menos éxito en satirizar Facebook en comparación con el episodio Holidays of Future Passed. Explicó que hay «un momento de Holidays cuando Lisa pasea en la versión futura del Internet y es asediada inmediatamente por una montaña de peticiones de amistad. Era una parodia de la pequeña pero fuerte ubicuidad de Facebook, pero [The D'oh-cial Network] se pone en el mismo tema con un toque menos hábil». Childs agregó que el episodio «tiene unos pocos chistes buenos para mantener los procedimientos que se desplazan a lo largo, pero no es suficiente para rescatar[lo] de la mediocridad». En conclusión pensaba que la historia terminaba demasiado rápido con Lisa cerrando su sitio web y los ciudadanos de Springfield regresando a su vida cotidiana carente de tecnología: «Eso es un giro demasiado rápido, [...] abofeteando con un tono moralizador sobre toda la sátira anterior». David Crawford de Radio Times comentó que The D'oh-cial Network cuenta con un «intento bastante débil a la parodia The social network». Brian Davis de Yahoo! TV criticó el episodio por ser demasiado «sencillo en términos de la sátira» ya que era «generalmente evidente [...] lo que cada referencia y broma se refería».